# 2e cérémonie des Razzie Awards
La 2e cérémonie des Golden Raspberry Awards s'est tenue le 29 mars 1982. Elle eut lieu lors d'un dîner de la soirée des oscars afin de désigner le pire de ce que l'industrie cinématographique a produit durant l'année 1981. Les lauréats sont notés en gras:

## Pire film
Maman très chère (Mommie Dearest) (Paramount), produit par Frank Yablans
- Un amour infini (Endless Love) (Universal/PolyGram), produit par Dyson Lovell
- La Porte du paradis (Heaven's Gate) (United Artists), produced by Joann Carelli
- Le Justicier solitaire (The Legend of the Lone Ranger) (Universal/AFD), produit par Walter Coblenz
- Tarzan, l'homme singe (Tarzan, the Ape Man) (MGM/United Artists), produit par Bo Derek

## Pire acteur
Klinton Spilsbury (en) dans Le Justicier solitaire (The Legend of the Lone Ranger)
- Gary Coleman dans On the Right Track
- Bruce Dern dans Tattoo
- Richard Harris dans Tarzan, l'homme singe (Tarzan, the Ape Man)
- Kris Kristofferson dans La Porte du paradis (Heaven's Gate) et Une femme d'affaires (Rollover)

## Pire actrice
ex æquo :

Bo Derek dans Tarzan, l'homme singe (Tarzan, the Ape Man)

et

Faye Dunaway dans Maman très chère (Mommie Dearest)
- Linda Blair dans Une nuit infernale (Hell Night)
- Brooke Shields dans Un amour infini (Endless Love)
- Barbra Streisand dans La Vie en mauve (All Night Long)

## Pire second rôle masculin
Steve Forrest dans Maman très chère (Mommie Dearest)
- Billy Barty dans Under the Rainbow
- Ernest Borgnine dans La Ferme de la terreur (Deadly Blessing)
- James Coco dans Only When I Laugh (aussi nommé pour un Oscar pour le même rôle)
- Danny DeVito dans Going Ape!

## Pire second rôle féminin
Diana Scarwid dans Maman très chère (Mommie Dearest)
- Rutanya Alda dans Maman très chère (Mommie Dearest)
- Farrah Fawcett dans L'Équipée du Cannonball (The Cannonball Run)
- Mara Hobel (en) dans Maman très chère (Mommie Dearest)
- Shirley Knight dans Un amour infini (Endless Love)

## Pire réalisateur
Michael Cimino pour La Porte du paradis (Heaven's Gate)
- John Derek pour Tarzan, l'homme singe (Tarzan, the Ape Man)
- Blake Edwards pour S.O.B.
- Frank Perry pour Maman très chère (Mommie Dearest)
- Franco Zeffirelli pour Un amour infini (Endless Love)

## Pire scénario
Maman très chère (Mommie Dearest), scénario de Frank Yablans, Frank Perry, Tracy Hotchner et Robert Getchell, basée sur le livre éponyme de Christina Crawford (en)
- Un amour infini (Endless Love), scénario de Judith Rascoe, tiré du roman de Scott Spencer
- La Porte du paradis (Heaven's Gate), écrit par Michael Cimino
- S.O.B., écrit par Blake Edwards
- Tarzan, l'homme singe (Tarzan, the Ape Man), scénario de Tom Rowe et Gary Goddard, basé sur les personnages créés par Edgar Rice Burroughs

## Pire révélation
Klinton Spilsbury (en) dans Le Justicier solitaire (The Legend of the Lone Ranger)
- Gary Coleman dans On the Right Track
- Martin Hewitt (en) dans Un amour infini (Endless Love)
- Mara Hobel (en) dans Maman très chère (Mommie Dearest)
- Miles O'Keeffe dans Tarzan, l'homme singe (Tarzan, the Ape Man)

## Pire chansonoriginale
Baby Talk dans Paternity, musique de David Shire, paroles de Dave Frishberg (en)
- Hearts, Not Diamonds dans Fanatique, musique de Marvin Hamlisch, paroles de Tim Rice
- The Man dans the Mask dans Le Justicier solitaire (The Legend of the Lone Ranger), musique de John Barry, paroles de Dean Pitchford (en)
- Only When I Laugh dans Du rire aux larmes, musique de David Shire, paroles de Richard Maltby Jr. (en)
- You, You're Crazy dans Honky Tonk Freeway, composée par Frank Musker (en) et Dominic Bugatti

## Pire bande originale
Le Justicier solitaire (The Legend of the Lone Ranger), musique de John Barry
- La Porte du paradis (Heaven's Gate), musique de David Mansfield
- Le Solitaire (Thief), musique de Tangerine Dream
- Under the Rainbow, musique de Joe Renzetti
- La Grande Zorro (Zorro, The Gay Blade), musique de Ian Fraser (en)